# Albert Camus, la pensée de midi
Albert Camus, la pensée de midi est un essai paru en 2002 de Jacques Chabot sur l'œuvre de l'écrivain Albert Camus, prix Nobel de littérature en 1957.

## L'auteur
L'auteur, Jacques Chabot, est un provençal, professeur émérite à l'Université d'Aix-en-Provence, spécialisé dans la littérature française du XIXe siècle et du XXe siècle ainsi que bien sûr des écrivains « du sud ». Parmi eux, outre Albert Camus, il a beaucoup étudié les œuvres de Jean Giono, publiant en particulier Noé de Giono ou Le bateau-livre, Giono, beau fixe et La vie rêvée de Jean Giono.

## Résumé
Cette « pensée de midi » comme aimait à le dire Albert Camus lui-même, c'est sa vision d'un tragique solaire qui, quel que soit l'état d'esprit de l'écrivain, même s'il vit des heures difficiles, est toujours sauvé par les images qu'il garde en lui (par exemple quand Camus arrive à Paris dans une ville qu'il trouve sale et où il pleut) et conserve ainsi le moral, « positivant » la situation. Camus en aura bien besoin quand il sera atteint puis rattrapé par la maladie, cette tuberculose qu'il traînera toute sa vie ou dans les années 1950, la maladie de sa femme.
Mais ce terme désigne aussi la pensée qu'il développera dans L'Homme révolté qui lui vaudra tant de vindictes et le brouillera avec Jean-Paul Sartre. Pour lui, c'est la remise en cause d'une certaine idée de l'idéalisme allemand tel que l'a présenté Hegel. Il parlera aussi de « juste mesure », juste parce qu'elle est à la portée, au niveau de l'homme, qu'elle ne cherche pas à donner la vision d'un « surhomme » déshumanisé et par là même dangereux, menant aux excès totalitaires. Camus entreprend cette recherche à la fin des années 1940 et au début des années 1950, quand, après la guerre et ses terribles conséquences, il tente de comprendre ce qui s'est passé pour que l'humanité en arrive là et pour apporter sa pierre à l'édifice de la paix. Dire pourquoi ça s'est produit, dénoncer cette mentalité, ce raisonnement qu'il dénonce comme dangereux, et travailler pour l'avenir.
Il revient constamment à ses thèmes favoris, la beauté du monde naturel, ce monde de la Méditerranée, l'Algérie bien sûr mais aussi l'Italie qu'on retrouve à plusieurs reprises dans ses nouvelles, et la Grèce, cette civilisation qui est son idéal. Ces idées, Jacques Chabot nous dit qu'il les doit d'abord à ses origines, « plus aux plages de la Méditerranée qu'aux bibliothèques », qu'il n'est rien de plus important que de ressentir d'abord les choses avant de les théoriser ; le savoir, la réflexion reposent surtout sur le concret, l'expérience existentielle (même s'il n'aimait pas ce mot).
Sa pensée est comme il était lui-même : à la fois raisonnable et passionné, mesuré dans sa conduite, sa vision humaniste et passionné par l'amitié, l'écriture et le théâtre. Au « je pense donc je suis » de la philosophie idéaliste, il préfère une formule plus solidaire « je me révolte donc nous sommes ensemble », mélange du solitaire qu'il était parfois et de l'homme solidaire, prêt à défendre une cause qu'il pensait juste, rappel de sa nouvelle Jonas qui se termine par ce mot presque illisible que le peintre Jonas a tracé sur la toile, et dont on ne sait s'il s'agit de solitaire ou de solidaire. La vie, il veut la raconter, comme il le fera dans son dernier livre inachevé, Le Premier homme, et non l'analyser ou l'expliquer.